# 圣母主教座堂 (巴约)

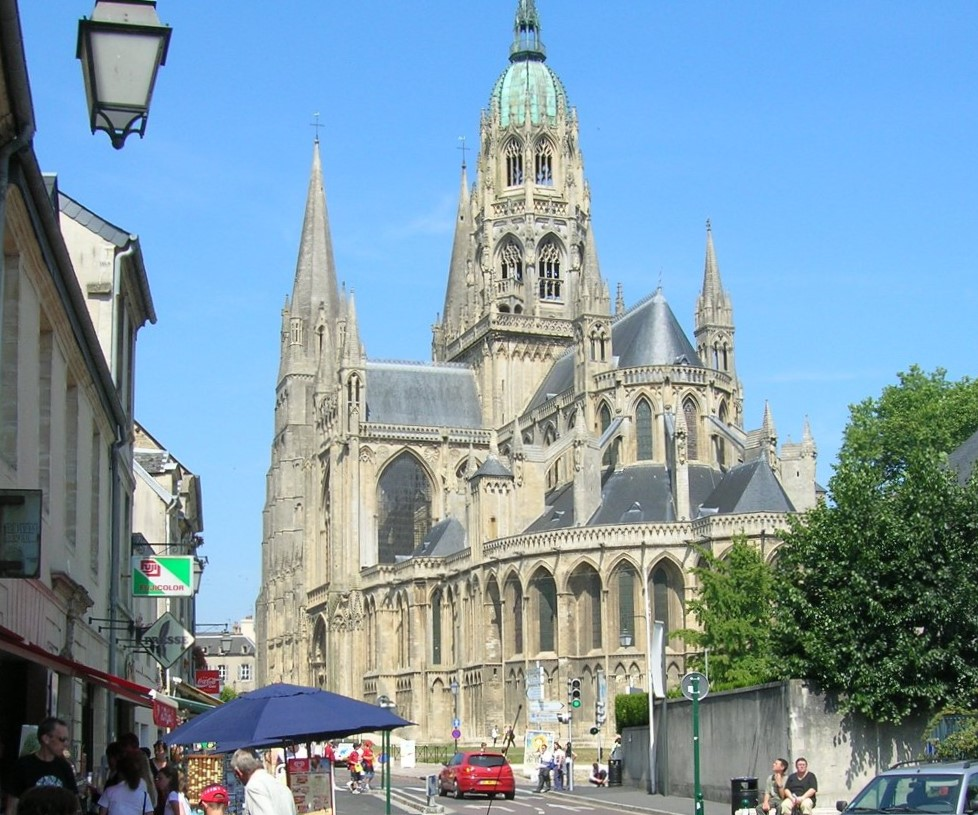
巴约圣母主教座堂

巴约圣母主教座堂 (法語：La Cathédrale Notre-Dame de Bayeux) 是位于法国巴约的一座诺曼底罗马哥特式建筑的天主教會教堂。
西元11世纪的巴约因人口增加和盛产挂毯、瓷器的缘故而备受重视。1049年，诺曼底公爵、后来的英格兰国王征服者威廉的异父弟巴约的厄德（Odon de Bayeux）被任命为巴约大主教，威廉征服英格兰后，厄德被封为肯特伯爵，他是英格兰的诺曼朝廷中权势最大的贵族，也是当时欧洲最富有的人之一，他在原墨洛温时代的一座小教堂的基础上修建巴约主教座堂，中央钟楼于1077年7月14号初步完成，但是它的顶饰钟楼，是在15世纪时期才建成。